# Bronte (Sizilien)

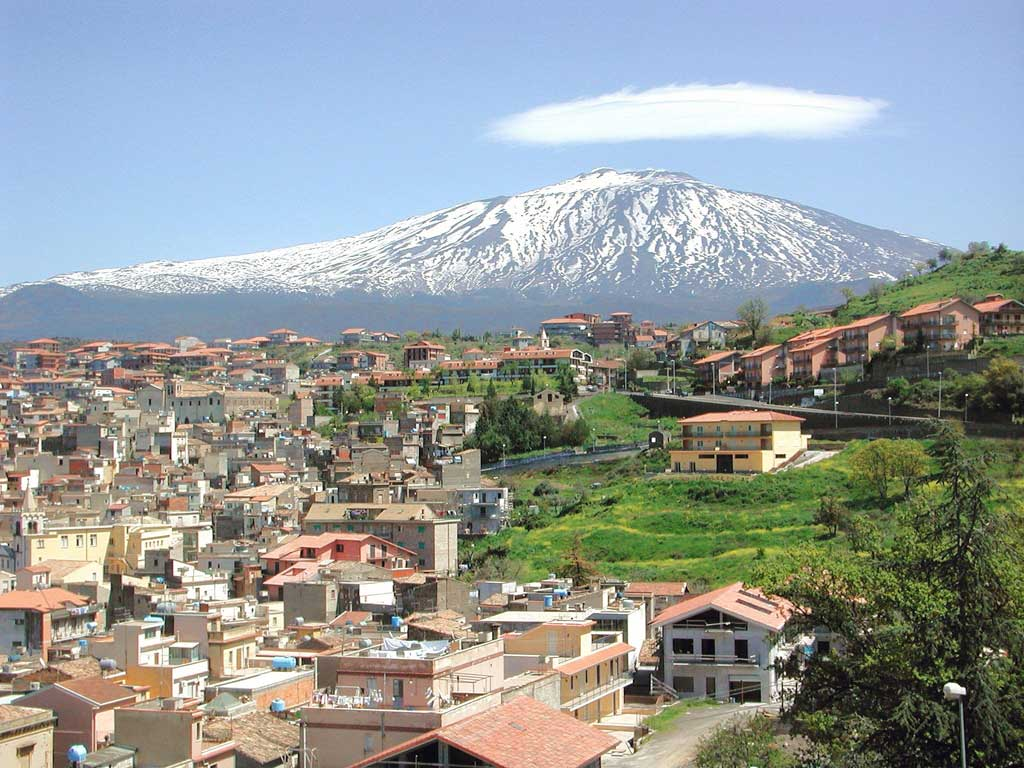
Bronte, im Hintergrund der Ätna

Bronte ist eine Stadt in der Metropolitanstadt Catania in der Region Sizilien in Italien mit 18.222 Einwohnern (Stand 31. Dezember 2023).

## Lage und Daten
Bronte liegt 54 km nordwestlich von Catania am Westhang des Ätnas. Die Einwohner arbeiten hauptsächlich in der Landwirtschaft (Pistazien) und der Industrie.
Die Nachbargemeinden sind Adrano, Belpasso, Biancavilla, Castiglione di Sicilia, Centuripe (EN), Cesarò (ME), Longi (ME), Maletto, Maniace, Nicolosi, Randazzo, Sant’Alfio, Tortorici (ME), Troina (EN) und Zafferana Etnea.

## Geschichte
Im Mittelalter standen hier 24 kleine Ortschaften. Diese gehörten zum Kloster von Maniace. 1520 bildete Karl V. aus allen Orten die Stadt Bronte. 1799 erhielt Admiral Nelson von König Ferdinand III. den Titel Herzog von Bronte (Duca di Bronte) und Bronte als Lehen.
Bronte wurde 1651, 1832 und 1843 bei Ausbrüchen des Ätnas zerstört.

## Sehenswürdigkeiten
- Schloss von Bronte: Das Schloss liegt ca. 13 km außerhalb der Stadt. Der Bau ist aus dem Jahre 1174. Margarete von Navarra gründete hier die Abtei Santa Maria di Maniace. Von 1799 an lebte hier die Familie Admiral Nelsons, die Nachfahren bewohnten das Schloss noch bis 1981.
- Collegio Capizzi, erbaut 1774 bis 1778, ein ehemaliges Kolleg mit einer Rokokofassade
- Chiesa del Sacro Cuore, Kirche im Stil der Neorenaissance und des Neobarock, erbaut 1907–1914
- Pinacoteca Nunzio Sciavarrello, 2010 eröffnetes Kunstmuseum mit Gemälden aus dem 20. Jahrhundert
- Kirche dell’Annunziata, erbaut 1535
- Der Pistazie ist jedes zweite Jahr Ende September in der Altstadt das Volksfest „Sagra del Pistacchio“ gewidmet

## Personen
- Ignazio Capizzi (1708–1783), römisch-katholischer Geistlicher, gründete den Collegio Capizzi in Bronte
- Nicola Spedalieri (1740–1795), Philosoph und römisch-katholischer Geistlicher
- Antonino De Luca (1805–1883), Kardinal und Bischof
- Enrico Cimbali (1855–1887), Rechtsgelehrter
- Nunzio Sciavarrello (1918–2013), Maler
- Vito Bonsignore (* 1943), Politiker

## Partnerstädte
- Drogheda, Irland